# Marion (Massachusetts)
Marion é uma vila localizada no condado de Plymouth no estado estadounidense de Massachusetts. No Censo de 2010 tinha uma população de 4.907 habitantes e uma densidade populacional de 72,5 pessoas por km².

## Geografia
Marion encontra-se localizado nas coordenadas 41° 42′ 18″ N, 70° 44′ 58″ O. Segundo o Departamento do Censo dos Estados Unidos, Marion tem uma superfície total de 67.69 km², da qual 36.24 km² correspondem a terra firme e (46.46%) 31.44 km² é água.

## Demografia
Segundo o censo de 2010, tinha 4.907 pessoas residindo em Marion. A densidade populacional era de 72,5 hab./km². Dos 4.907 habitantes, Marion estava composto pelo 92.72% brancos, o 1.67% eram afroamericanos, o 0.1% eram amerindios, o 0.63% eram asiáticos, o 0.04% eram insulares do Pacífico, o 2.59% eram de outras raças e o 2.24% pertenciam a duas ou mais raças. Do total da população o 1.06% eram hispanos ou latinos de qualquer raça.